# Ivan Lenković
Ivan Lenković (?, – Otočec u Nového mesta, 22. června 1569) byl chorvatský šlechtic z rodu Lenkovićů. Působil jako voják a nejvyšší kapitán chorvatské a slavonské vojenské hranice. Byl také vůdcem polovojenské skupiny uskoků.

## Život
Rodina Lenkovićů se přestěhovala na konci 15. století před invazí Osmanů z chorvatské oblasti Lika do Kraňska. Drželi rozsáhlé statky mezi řekami Kupou a Krkou a několik statků na území Brixenského knížectví. 
Ivan Lenković se vyznamenal se v bojích při obléhání Vídně Turky v roce 1529. Kolem roku 1530 se stal velitelem kavalérie kraňských zemských stavů. 
Od roku 1537 byl zástupcem velitele bihačské kapitánie a nejpozději do roku 1539 se stal vojenským kapitánem Senje a vůdcem invaze v oblasti od Senje k řece Sávě a 12. 5. roku 1546 se stal kapitánem žumberského hejtmanství a vůdcem žumberských uskoků.  Tento úřad zastával až do roku 1557.

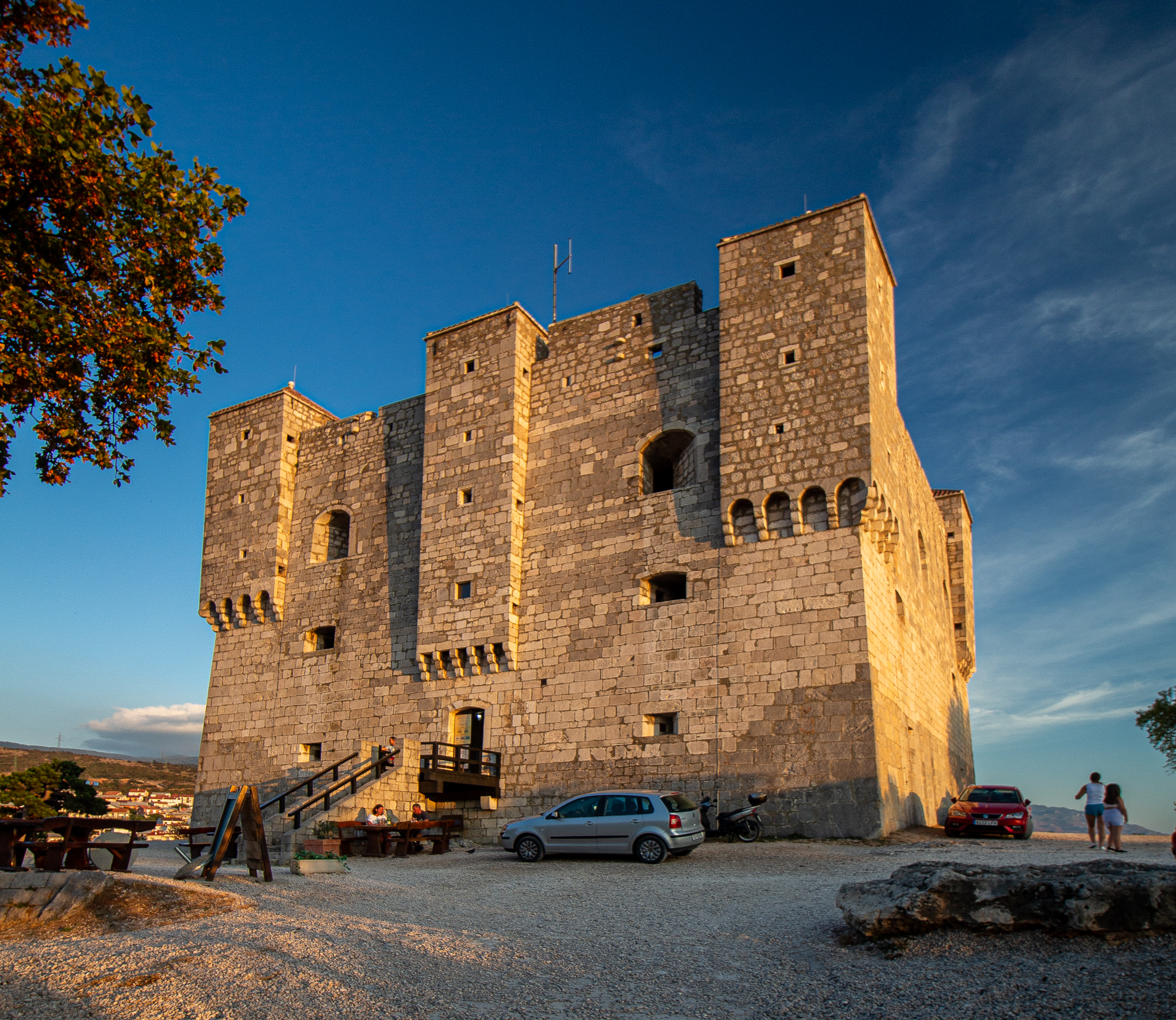
Pevnost Nehaj v Senji

V roce 1553 vypracoval plán obrany chorvatsko-slovanských hranic, podle kterého byla provedena organizace vojenské hranice, a který byl téměř zcela přijat. S bánem Mikulášem Šubićem Zrinským se v roce 1556 podílel na obraně Sigetu a o dva roky později nechal přestavět městské opevnění Senje a postavil pevnost Nehaj.
V roce 1556 byl jmenován nejvyšším kapitánem Chorvatska a slavonské Krajiny a pokračoval v bojích proti Turkům, a to až do 22. června 1569, kdy zemřel.
Měl syna Juraje Lenkoviče.